# Sept Hommes en colère
Sept Hommes en colère (Seven Angry Men) est un film américain réalisé par Charles Marquis Warren, sorti en 1955.
Le film a comme sujet la vie de l'abolitionniste John Brown (1800-1859), le titre faisant référence à Brown et ses six fils.

## Synopsis

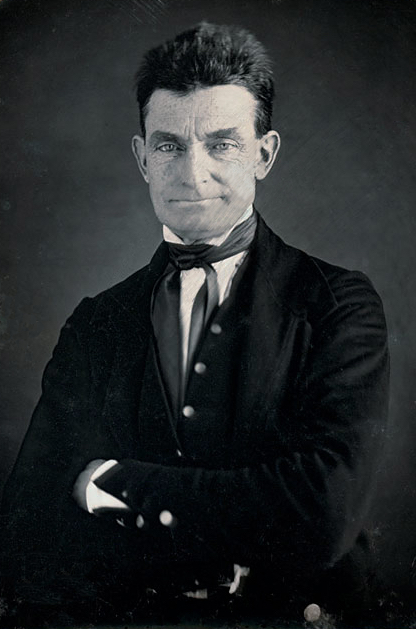
Portrait de John Bown en 1846.

John Brown est un abolitionniste du XIXe siècle. Après avoir sillonné le Kansas, Brown et ses partisans se réfugient dans un entrepôt à Harper's Ferry, en Virginie, où il subit une défaite, aux prises avec les troupes fédérales.

## Fiche technique
- Titre original : Seven Angry Men
- Réalisation : Charles Marquis Warren
- Scénario : Daniel B. Ullman (en)
- Producteur : Vincent M. Fennelly, Walter Mirisch
- Photographie : Ellsworth Fredericks
- Montage : Richard C. Meyer
- Musique : Carl Brandt
- Production : Allied Artists Pictures Corporation
- Distributeur : Allied Artists Pictures Corporation
- Durée : 92 minutes
- Date de sortie : 27 mars 1955

## Distribution
- Raymond Massey : John Brown
- Debra Paget : Elizabeth Clark
- Jeffrey Hunter : Owen Brown
- Larry Pennell : Oliver Brown
- Leo Gordon : Martin White
- John Smith : Frederick Brown
- James Best : Jason Brown
- Dennis Weaver : John Brown Jr.
- Guy Williams : Salmon Brown
- Tom Irish : Watson Brown
- James Anderson : Henry Thompson
- James Edwards : Ned Green
- John Pickard : George Wilson
- Smoki Whitfield : Newby
- Jack Lomas : Doyle
- Robert Simon : Lewis Washington
- Richard H. Cutting : Maj. Beckham (non crédité)
- Lester Dorr : Henry David Thoreau (non crédité)
- Selmer Jackson : Ralph Waldo Emerson (non crédité)
- John Lupton : J.E.B. Stuart (non crédité)
- Robert Osterloh : Robert E. Lee (non crédité)
- Carleton Young : Juge (non crédité)

## Réception
Le critique du New York Times décrit le film comme « competent if hardly inspired Allied Artists presentation ».